# Zamek w Ikaźni
Zamek w Ikaźni – ruiny prywatnego zamku Sapiehów z XVI wieku. Obecnie jego jedyną pozostałością są wały ziemne.

## Histora
Zamek w Ikaźni zbudował około 1504 roku sekretarz królewski i starosta brasławski Jan Sapieha na podstawie przywileju króla polskiego i wielkiego księcia litewskiego Aleksandra Jagiellończyka. Podczas wojny litewsko-moskiewskiej wojska moskiewskie w 1515 roku spaliły miasto, ale przypuszczalnie nie zdołały zdobyć zamku. W czasie wojny litewsko-moskiewskiej (1558–1570) Sapiehowie w 1561 roku utrzymywali na zamku duży garnizon wojsk zaciężnych.
Polski historyk Aleksander Guagini (Gwagnin) w drugiej połowie XVI wieku odnotował w Kronika Sarmacyey Europskiey, że „Ikaźń to zamek murowany i drewniana miejscowość... leży 2 mile od Brasława”. Po Janie Sapiesze miasto i zamek były częściowo własnością innych rodzin. W 1589 roku zamek odkupili Sapiehowie za 15 tys. złotych. Po 1592 roku zamek został przebudowany przez Lwa Sapiehę, a następnie przez Jana Stanisława Sapiehę około 1620 roku.
W czasie wojny polsko-rosyjskiej, zamek poddał Moskalom w 1654 roku podczaszy brasławski Jan Drozdowski, za co był sądzony przez Sejm Walny w 1662 roku.
Sapiehowie byli stronnikami króla Polski Stanisława Leszczyńskiego i króla szwedzkiego Karola XII, dlatego ich zamek w Ikaźni został zniszczony podczas III wojny północnej około 1704-1708 roku i przypuszczalnie nie został już odbudowany. Pozostały z niego tylko wały ziemne.

## Architektura
Zamek zajmował południowo-wschodni kraniec Wyspy Zamkowej na jeziorze Ikaźń. Wywyższoną część wzgórza (55x30 m) otoczono od północy i wschodu murem o grubości 2 m, wzniesionym z głazów i cegieł. Stronę zachodnią chronił gliniany wał, na którym wznosiły się drewniana palisada. Na południowym krańcu wzgórza zamkowego stał budynek murowany (20x18 m, o ścianach grubości 2 m) wzniesiony z cegieł i głazów. Na kopcu w południowym narożniku wzgórza zbudowano drewnianą wieżę. Przy wschodnim narożniku zamku wzniesiono pięcioboczną wieżę o ścianach z cegły o grubości 2 m. Zbocza wzgórza zamkowego wybrukowano niemal do samej krawędzi wody. Wjazd do zamku znajdował się pośrodku muru zachodniego. Zamek od południa i południowego zachodu otoczono wałem ziemnym o wysokości około 2 m, na którym znajdowały się drewniane umocnienia.

## Galeria

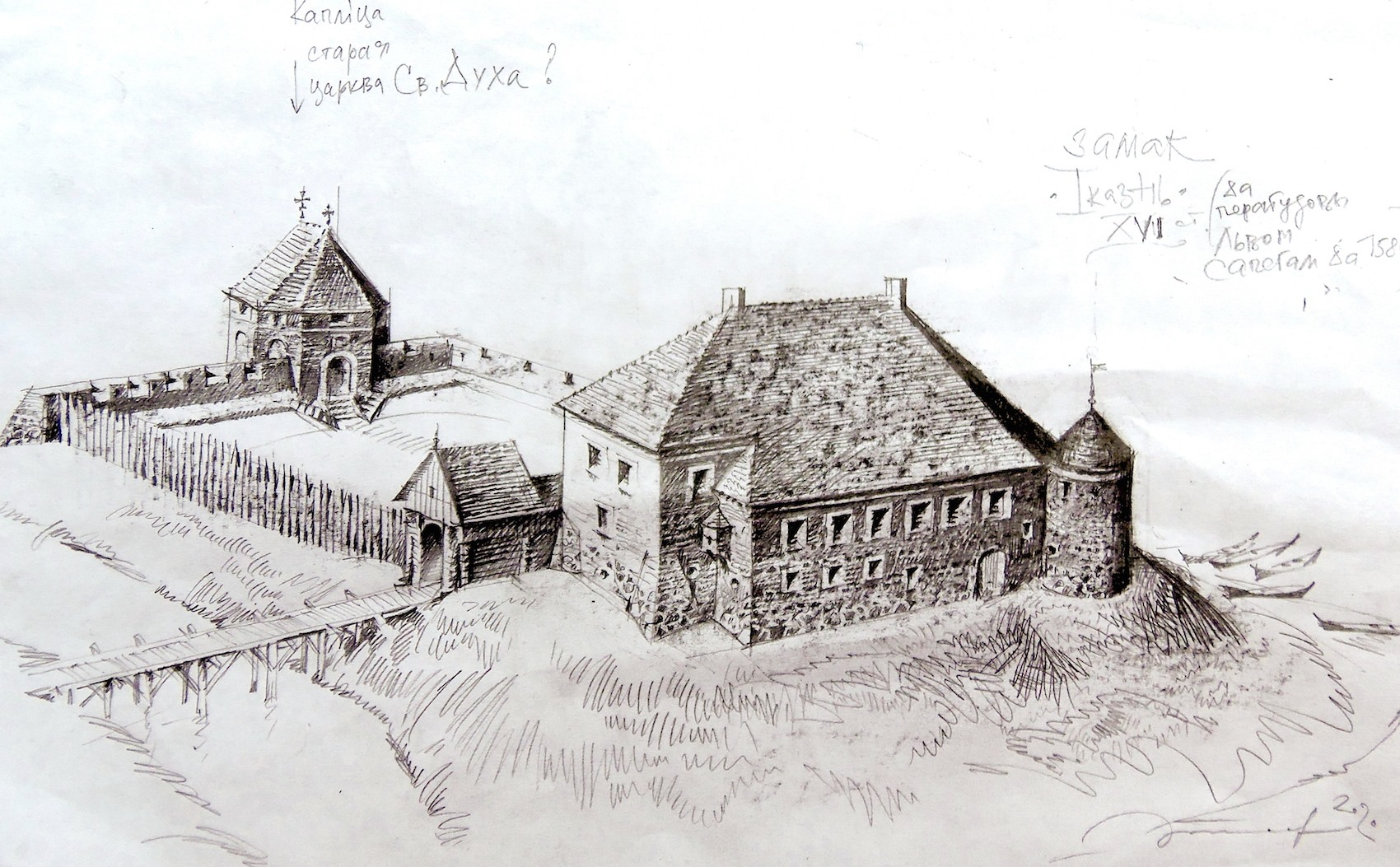
Zamek Sapiehów w 1 połowie XVI wieku
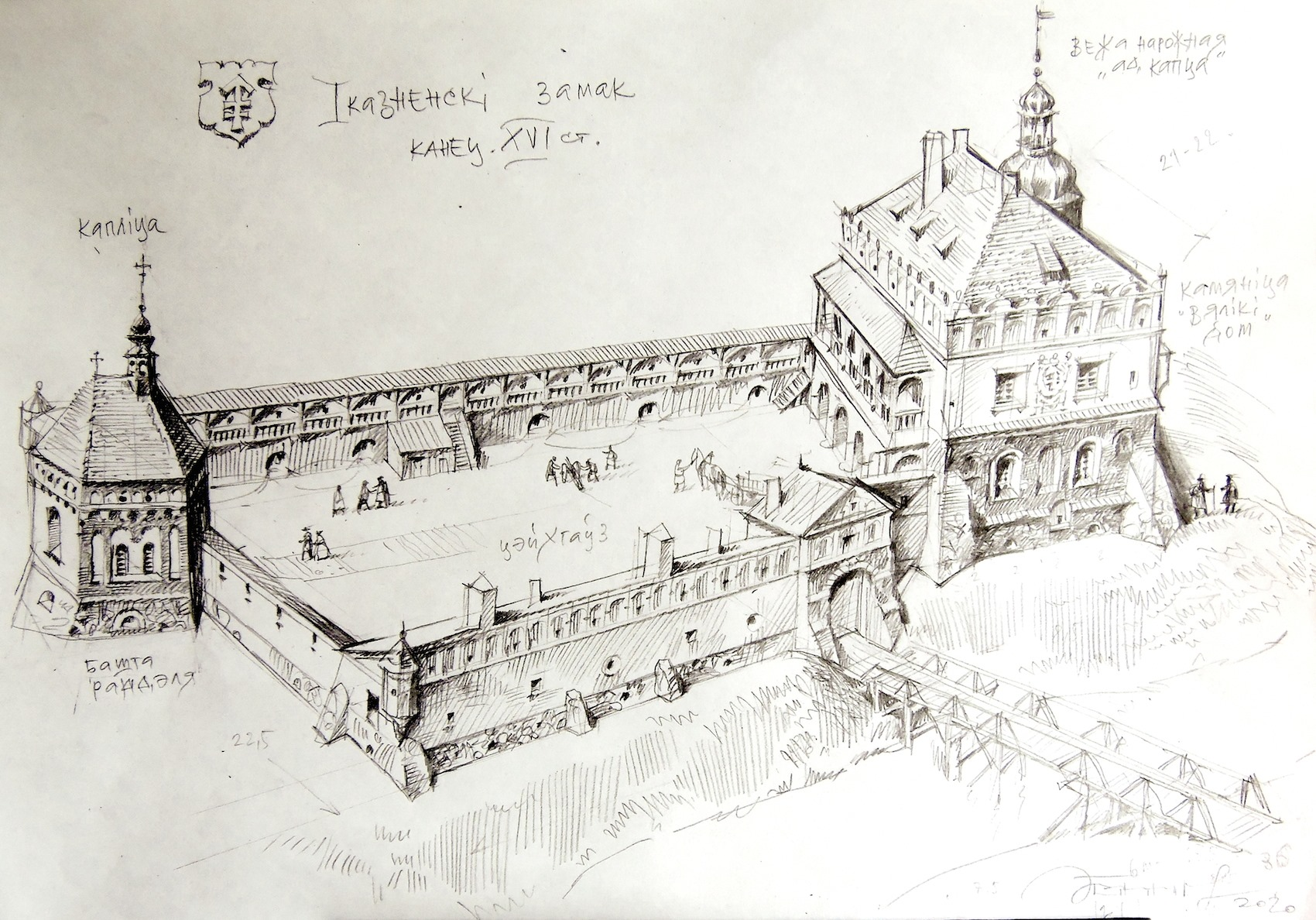
Zamek około 1590 roku
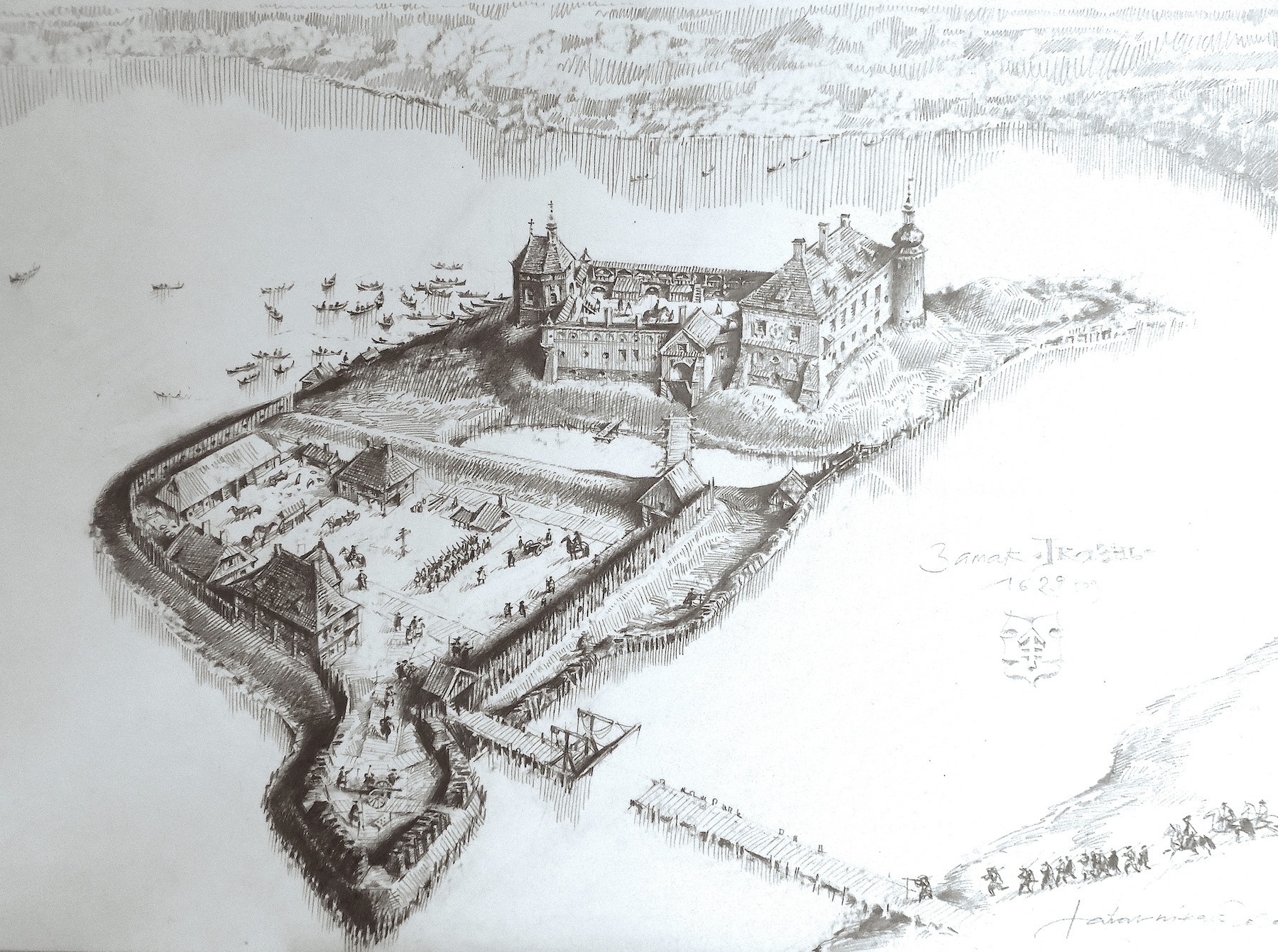
Zamek w Ikaźni około 1629 roku
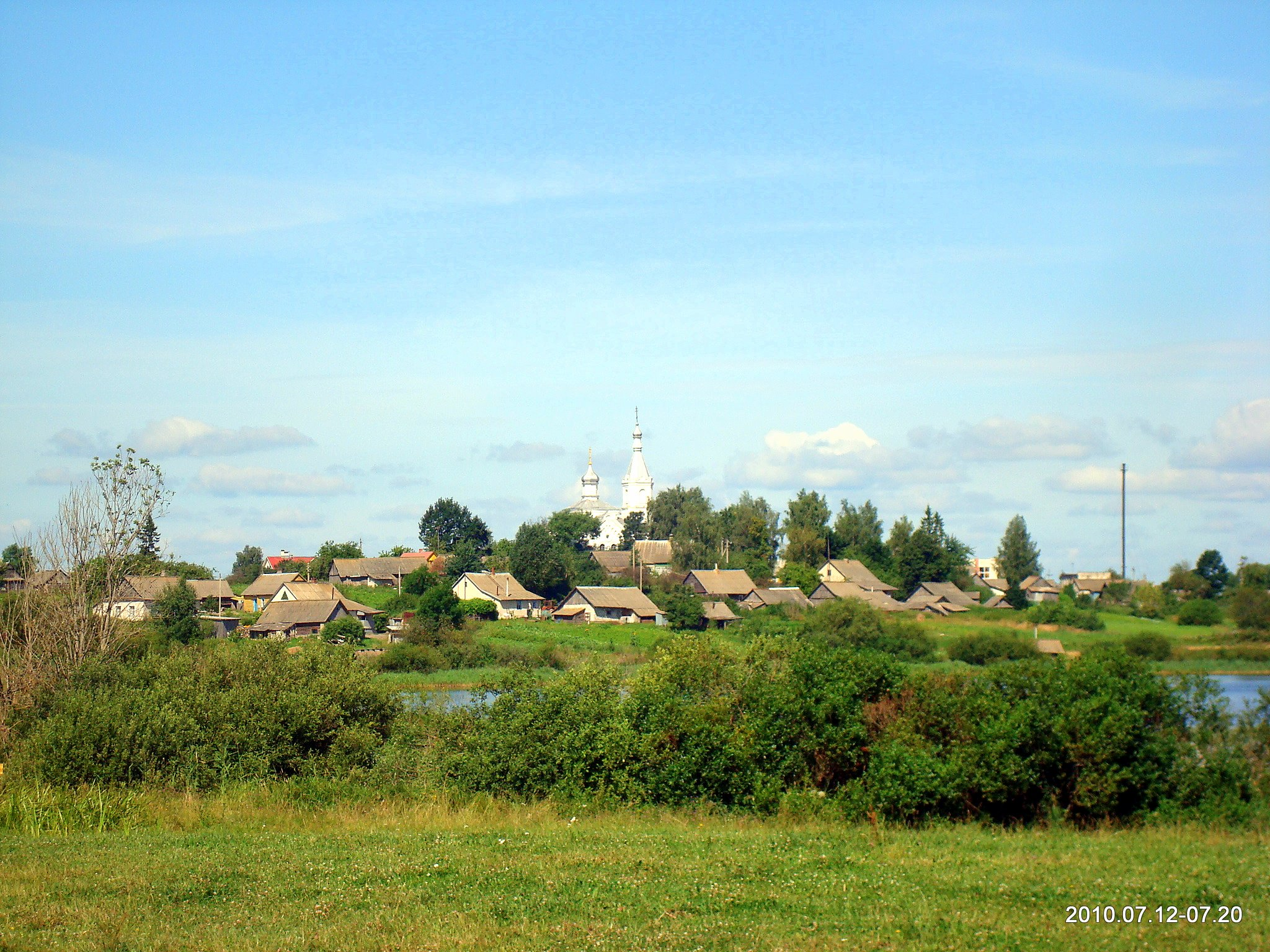
Widok na miasteczko Ikaźń
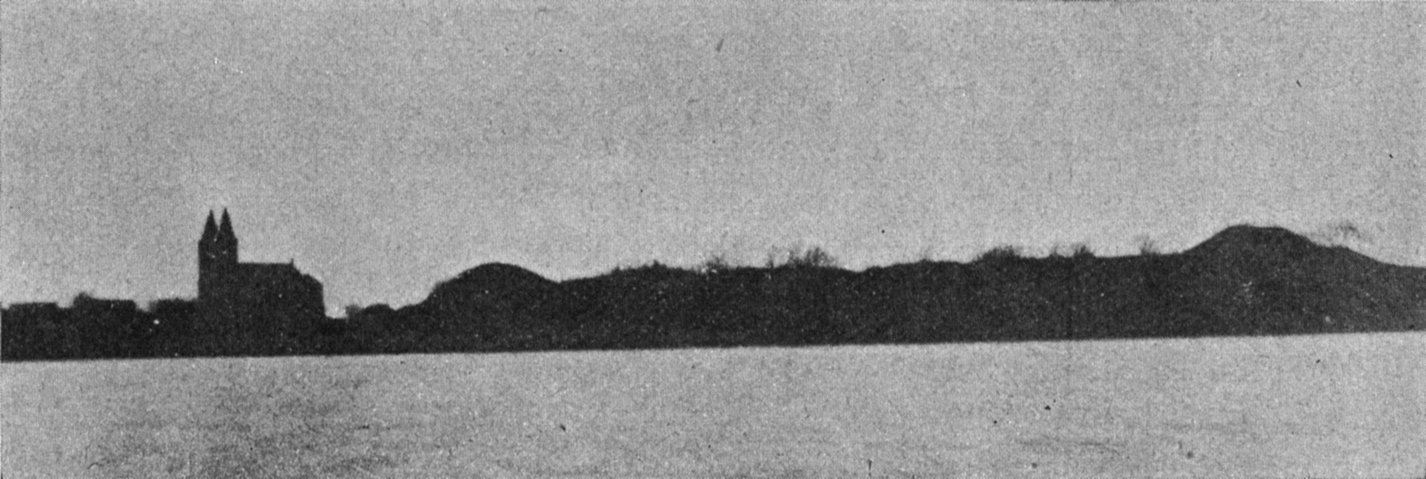
Wały zamkowe w 1930 roku. Po lewej kościół katolicki.